# Crissier
Crissier (toponimo francese) è un comune svizzero di 7 869 abitanti del Canton Vaud, nel distretto dell'Ouest lausannois.

## Monumenti e luoghi d'interesse

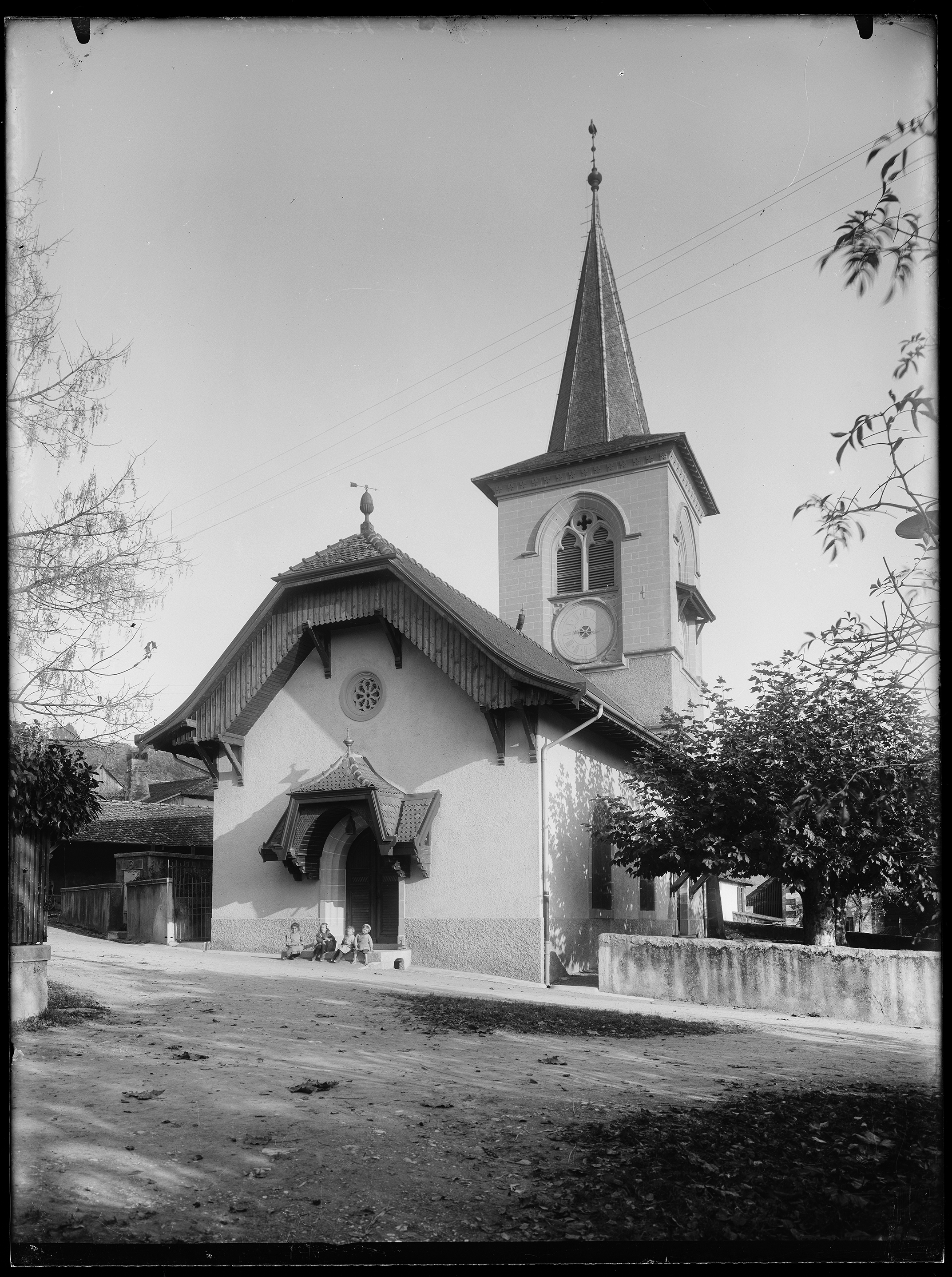
La chiesa di San Saturnino nel 1900-1910

- Chiesa riformata di San Saturnino, attestata dal 1228 e ricostruita nel 1595[1];
- Castello di Crissier, eretto nel XVII secolo[1].

## Società

### Evoluzione demografica
L'evoluzione demografica è riportata nella seguente tabella:
Abitanti censiti

## Amministrazione
Ogni famiglia originaria del luogo fa parte del cosiddetto comune patriziale e ha la responsabilità della manutenzione di ogni bene ricadente all'interno dei confini del comune.